# اصول مقدماتی فرایندهای شیمیایی
اصول مقدماتی فرایندهای شیمیایی کتابی از ریچارد م. فلدر و دیگران است. 

## ترجمهٔ فارسی
این کتاب با ترجمهٔ عبدالعلی فقیه اردوبادی، محمدباقر پورسید و داریوش باستانی در سال ۱۳۶۸ منتشر و در مراسم کتاب سال جمهوری اسلامی ایران به‌عنوان کتاب شایسته تقدیر معرفی شد.